# فراکسیون ولایت
فراکسیون ولایت یکی از فراکسیون‌های دهمین دوره مجلس شورای اسلامی بود که در ۷ خرداد ۱۳۹۵ اعلام موجودیت کرد.
فراکسیون ولایت ۱۱۸ نفر عضو داشت و ریاست آنرا حمید رضا حاجی بایایی عهده‌دار بود.
فراکسیون امید و فراکسیون اعتدال دو فراکسیون دیگر مجلس دهم بود.

## اعضای فراکسیون در هیئت رئیسه مجلس
اعضای فراکسیون ولایت در هیئت رئیسه مجلس دهم:
- علی اردشیر لاریجانی رئیس مجلس
- امیرحسین قاضی‌زاده، دبیر
- اکبر رنجبرزاده، دبیر
- احمد امیرآبادی فراهانی، دبیر
- محمد آشوری تازیانی، ناظر